# Bélflóra
Ez a szócikk az emberi bél mikrobiótáról szól.

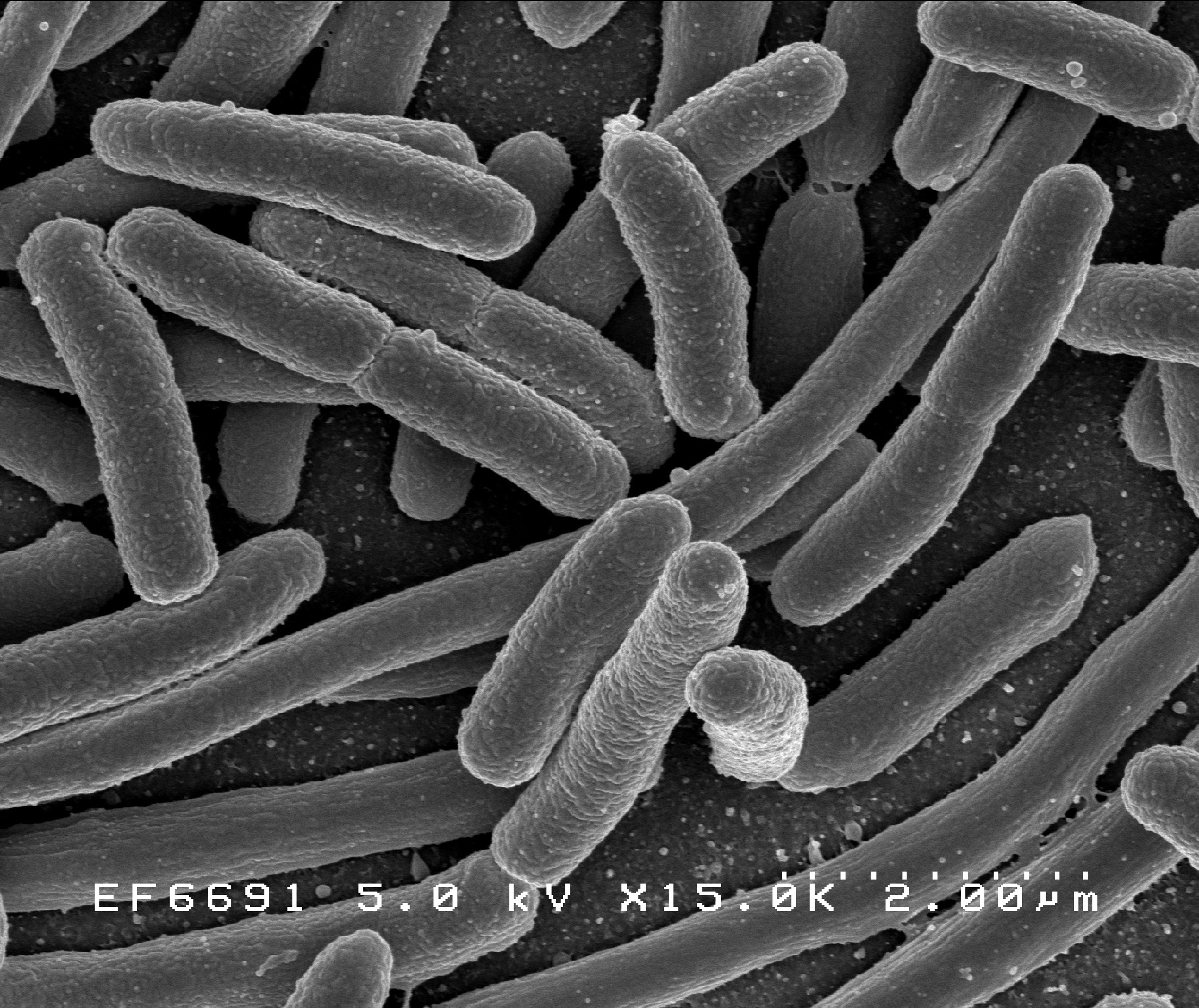
Escherichia coli, az emésztőrendszerben jelen lévő számos baktériumfaj egyike

A bél mikrobióta az emberi (és állati) emésztőrendszerben élő mikroorganizmusok összessége, az emberi mikrobiom legnagyobb részét alkotja. Ebben a kontextusban bélen a teljes emésztőrendszert értjük, a „mikrobióta” pedig a „mikrobiom” szinonimája. Alternatív kifejezések közé tartozik a bélflóra (egy elavult kifejezés, amely technikailag növényekre utal) és bélmikrobiom. A bél mikrobióta legnagyobb előnye a gazdaszervezet számára a megemésztetlen szénhidrátok fermentálásából és az azt követően felszívott rövid láncú karbonsavakból (zsírsavakból) nyert energiában rejlik. Ezek közül legfontosabbak a vastagbél hámszövetében felszívódó butirátok, a májban felszívódó propionátok és az izomszövetben felszívódó acetátok. A bélbaktériumok szintetizálják továbbá a B-vitamint és a K-vitamint, bontják le az epesavakat, szterolokat és xenobiotikumokat.
Az emberi testben mintegy 100 billió mikroorganizmus található, ami egy nagyságrenddel nagyobb a testet alkotó emberi sejtek számánál. Ezen baktériumok a test szerveire emlékeztető anyagcsere-tevékenységet folytatnak, ezért egyesek „elfelejtett” szervként emlegetik őket. Becslések szerint a bél mikrobióta génjeinek száma akár a százszorosa is lehet az emberi genomban találhatóknak.
A baktériumok teszik ki a vastagbél mikrobiótájának nagy részét, baktériumok adják a széklet szárazanyagának legfeljebb 60 százalékát. Valahol 300 és 1000 közötti számú faj él a belekben, számukat a legtöbb becslés 500 köré teszi. Az mindenesetre valószínű, hogy a baktériumok 99%-t mintegy 30-40 faj adja. A bél mikrobiótában találhatók gombák, állati jellegű egysejtűek és archeák (főleg Methanobrevibacter smithii) is, de tevékenységükről még kevés információ látott napvilágot.
A kutatások arra mutatnak, hogy a bél mikrobióta és az emberek között nem egyszerű békés együttélés, kommenzalizmus van, hanem mutualisztikus kapcsolat. Bár az ember képes bél mikrobióta nélkül életben maradni, a mikroorganizmusok számos hasznos tevékenységet fejtenek ki, köztük a fel nem használt energiahordozók fermentációját, az immunrendszer tréningjét, a káros, kórokozó baktériumok növekedésének megakadályozását, a belek kifejlődésének szabályozását, vitaminok, mint biotin vagy K-vitamin termelését, és a gazdaszervezetet zsírok tárolására ösztönző hormonok termelését. Bizonyos körülmények között egyes fajok patogénné válhatnak, fertőzést vagy a rák kockázatának megnövekedését okozva.
A bél mikrobióta egészében a baktériumok több mint 99%-a anaerob, de a vakbélben az aerob baktériumok nagy számban fordulnak elő.

## Enterotípus
Az enterotípus élőlények osztályozása bakteriológiai ökoszisztémájuk alapján; az emberi bél mikrobiomjának enterotípusát nem befolyásolja az életkor, nem, testsúly vagy nemzetiségi hovatartozás. Vannak arra utaló jelek, hogy az étrend hosszú távon befolyással van az enterotípusra. Három emberi enterotípust fedeztek fel eddig.

## A bél mikrobióta kialakulása
A bélnyálkahártya születéskor steril. A születést követően a szoptatás révén, a tárgyak szájba vételével, a belégzések során folyamatosan épül fel a normál mikrobióta.
A bél mikrobióta alkotói általában a következő sorrendben települnek be:
- Bifidobacterium törzsek (Bifidobacterium longum, Bifidobacterium infantis stb.)
- Lactobacillusok
  - Lactobacillus salivarius,
  - Lactobacillus bulgaricus,
  - Lactobacillus casei,
  - Lactobacillus brevis,
  - Lactobacillus plantarum,
  - Lactobacillus acidophilus stb.
- Streptococcus termophilus
- Enterococcus faecalis
- Bifidobacterium fragilis

## A bél mikrobióta összetétele
A bél mikrobióta összetétele az emésztőtraktus területén más és más. Egészségesekben csak a vastagbélben telepednek meg mikroorganizmusok.

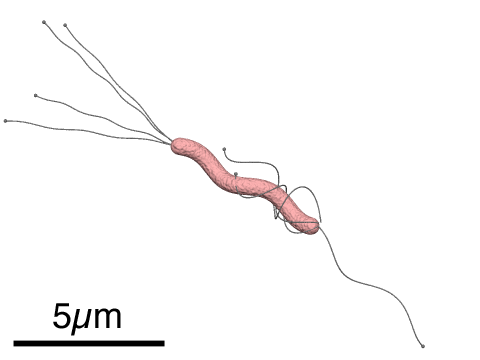
helicobacter pylori

A gyomorban savas a kémhatás. Itt főleg a Streptococcusok és a Staphilococcusok, igen kis mennyiségben Lactobacillusok is megtalálhatók.[forrás?] A gyomorban található a Helicobacter pylori is. Jelenléte fekélyre vagy gyomorrák kialakulására hajlamosít.
A vékonybél felső szakaszán a bél mikrobióta hasonló a gyomoréhoz, Gram-pozitív alakok és anaerobok egyaránt megtalálhatók, lejjebb pedig Gram-negatív baktériumokkal is találkozhatunk. (Bifidobacteriumok, Bacteroides család, Clostridiumok és a Fusobacteriumok).[forrás?]
A vastagbélben döntő az anaerobok, oxigént nem igénylő baktériumok túlsúlya, a fentieken kívül az Enterococcusok, Enterobacteriaceae, Eubacteriumok, Peptococcusok, Peptostreptococcusok fordulnak elő.
Sokan a bélben található gombákat a normál mikrobióta tagjainak tartják de ez nem bizonyított. Az emberek 70-80%-ánál a bélrendszerben kis mennyiségben kimutathatók gombák, de betegségtüneteket nem okoznak.

## A normál bél mikrobióta előnye
- elősegítik a nyálkahártya mechanikus védelmét
- enzimek termelése révén részt vesznek a tápanyagok emésztésében
- K- és B-vitaminokat termelnek
- segítik a nyomelemek felszívódását (kalcium, a vas és a magnézium)
- a nyálkahártyasejtek épségét védik, elősegítik regenerációjukat, trofikus hatást fejtenek ki az immunrendszerre.
- a normál mikrobióta tagjai az immunrendszert ellenanyag-termelésre késztetik.

Az egyértelműen jótékony csoportot a Bifidobacteriumok és a Lactobacillusok jelentik, de ide tartoznak az Eubacteriumok is. Tejsavtermelésük révén gátolják a patogén kórokozók, baktériumok, vírusok, gombák, paraziták szaporodását.

## A patogén mikrobióta
Ha az egyensúly zavart szenved, és működése felborul, az egyébként is jelen lévő kórokozó baktériumok, gombák, vírusok, paraziták szaporodásnak indulhatnak. Ha a baktériumok aránya kóros irányba mozdul el, valamint az egymással és a gazdaszervezettel szimbiózisban élő mikrobák mellé kórokozó baktériumok, vírusok, gombák, paraziták települnek be, akkor diszbakteriózisról vagy diszbiózisról beszélünk.
A tüneteket leggyakrabban a bélben elszaporodó élesztőgombáknak tulajdonítják.[forrás?]
A károsító tényezők főleg gyógyszerek lehetnek:
- antibiotikumok
- savkötők és az emésztőnedvek termelését csökkentő gyógyszerek
- hormontartalmú szerek
- szteroid típusú gyulladáscsökkentők
- fogamzásgátlók

ezen kívül károsító hatása van:
- a tartós székrekedésnek és hasmenésnek
- a helytelen táplálkozásnak
- a túlzott alkoholfogyasztásnak és a dohányzásnak

A bél mikrobióta összetételére a táplálék minősége is befolyással van. Sok fehérje és húsétel a bél mikrobiótát a coli baktériumok (Escherichia coli) javára tolja el, a gombákkal elsősorban egyensúlyt tartó tejsavbaktériumok száma ilyenkor jelentősen csökken.

## Betegségek
A károsodott bél mikrobióta számos betegség kialakulásához vezethet, köztük:
- flatulencia
- hasi puffadás
- elhízás
- emésztési zavarok
- gyomorfekély
- candidiasis (sarjadzógomba-túlburjánzás)
- irritábilisbél-szindróma
- Crohn-betegség
- vastagbélgyulladás (colitis)
- krónikus fekélyes vastag- és végbélgyulladás (colitis ulcerosa)
- hasmenés
- székrekedés
- laktózérzékenység
- allergia
- diverticulitis
- áteresztő bél szindróma /átszivárgó bél szindróma (Leaky Gut Syndrome)
- krónikus fáradtság szindróma
- epebetegségek
- májbetegségek
- hasnyálmirigy betegségek

daganatos betegségek:
- vékonybélrák
- vastagbélrák
- végbélrák

## Kezelés
- Probiotikummal

Ma már számos probiotikus készítmény van forgalomban, amivel a károsodott bél mikrobióta helyreállítható. Ezek a készítmények egy vagy többféle baktériumtörzset tartalmaznak.
- Prebiotikummal

A prebiotikumok (például a fructo oligoszacharidok, vagy az inulin) olyan nem emészthető élelmiszer összetevők, amelyekre az emésztőrendszerben található emésztőenzimek nem hatnak, így változatlan formában jutnak el a vastagbélig. Itt szelektíven elősegítik a kedvező hatású probiotikus mikroorganizmusok szaporodását, ahogyan elősegíthetik különböző ásványi anyagok (például a kalcium, magnézium és feltehetőleg a vas és a cink) felszívódását is.
A prebiotikumok gazdag forrása a csicsóka, a cikória, valamint az inulin is, de megtalálható a következő növényekben is: vöröshagyma, fokhagyma, póréhagyma, bab, borsó, zabpehely, búza, egyiptomi útifűmaghéj, banán, tej, és a prebiotikumokkal dúsított élelmiszerek, például joghurtok, kefírek.
- Szinbiotikummal

Olyan termék, amelyben a probiotikus mikroorganizmusok együtt vannak jelen a prebiotikumokkal. Tapasztalat szerint szinergikusan erősítik egymás hatását.